# Sceloporus minor
Espèce
Synonymes
- Sceloporus torquatus minor Cope, 1885
- Sceloporus jarrovii minor Cope, 1885
- Sceloporus jarrovii immucronatus Smith, 1936
- Sceloporus jarrovii erythrocyaneus Mertens, 1950
- Sceloporus jarrovii cyaneus Treviño-Saldaña, 1988

Statut de conservation UICN

 LC  : Préoccupation mineure
Sceloporus minor est une espèce de sauriens de la famille des Phrynosomatidae.

## Répartition
Cette espèce est endémique du Mexique. Elle se rencontre dans les États de Guanajuato, du Zacatecas, du Querétaro, du Nuevo León, de San Luis Potosí et du Coahuila.

## Liste des sous-espèces
Selon The Reptile Database (25 février 2013) :
- Sceloporus minor cyaneus Treviño-Saldaña, 1988
- Sceloporus minor erythrocyaneus Mertens, 1950
- Sceloporus minor immucronatus Smith, 1936
- Sceloporus minor minor Cope, 1885

## Publications originales
- Cope, 1885 : A contribution to the herpetology of Mexico. Proceedings of the American Philosophical Society, vol. 22, p. 379-404 (texte intégral).
- Mertens, 1950 : Ein neuer Zaunleguan (Sceloporus) aus Mexiko. Wochenschrift f. Aquarien- und Terrarienkunde Braunschweig, vol. 44, p. 3-15
- Smith, 1936 : Two new subspecies of Mexican lizards of the genus Sceloporus. Copeia, vol. 1936, no 4, p. 223-230.
- Treviño-Saldana, 1988 : A new montane lizard (Sceloporus jarrovi cyaneus) from Nuevo León, Mexico. Revista de Biologia Tropical, vol. 36, p. 407-411 (texte intégral).